# Аустригуза
Аустригуза или Острогота (на латински: Austrigusa, Austrigosa, Austricuse; Ostrogota) е принцеса от гепидите, кралица на лангобардите като втората съпруга на крал Вахо (упр. 510 – 540).

## Биография
Дъщеря е на Туризинд (548 – 560), крал на гепидите. Сестра е на крал Кунимунд (упр. 560 – 567, баща на Розамунда) и на Турисмод (убит 551 или 552 от Албоин).
Около 512 г. се омъжва за херцога и краля на лангобардите Вахо след Радегунда от тюрингите. Двамата имат две дъщери Визигарда, която се омъжва за Теудеберт I, крал на Австразия и Валдерада (* 530), която се омъжва за краля на франките Теодебалд, за Хлотар I, крал на франките и за Гарибалд I, баварски херцог от Агилолфингите.
След нея Вахо се жени за Зилинга от херулите, дъщеря на Рудолф, крал на херулите.